# Kinyongia oxyrhina
Kinyongia oxyrhina är en ödleart som beskrevs av  Charles J.J. Klaver och BÖHME 1988. Kinyongia oxyrhina ingår i släktet Kinyongia och familjen kameleonter. Inga underarter finns listade.